# Agustín Núñez Martínez

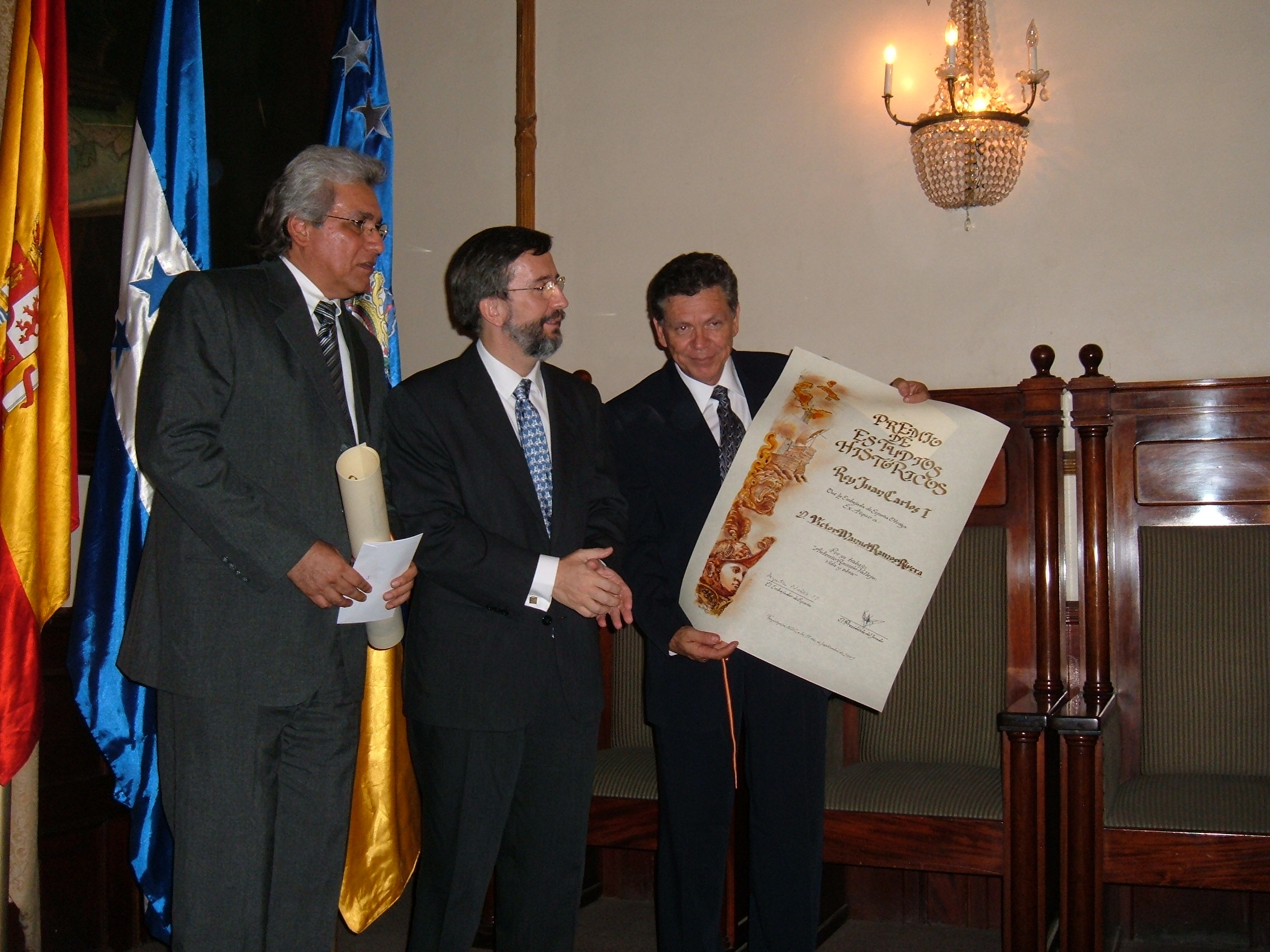
Agustín Núñez Martínez entregando el Premio de Estudios Históricos Rey Juan Carlos I del Centro Cultural de España en Tegucigalpa a Víctor Manuel Ramos (Honduras)

Agustín Núñez Martínez (Betanzos, La Coruña, 24 de marzo de 1955) es un diplomático español. Ha sido embajador de España en Honduras (2004-2008) y Polonia (2012-2017). Fue ascendido a la categoría de Embajador de grado en enero de 2022. El 29 de octubre de 2024 se convirtió en el número 1 del Escalafón de la Carrera Diplomática. Se jubiló el 24 de marzo de 2025, al cumplir 70 años. Es bilingue español/inglés y habla con fluidez francés y alemán. Habla a nivel básico ruso y polaco.

## Biografía
Licenciado en Derecho, ingresó en 1979 en la carrera diplomática.
Ha estado destinado en las representaciones diplomáticas españolas en Etiopía, Filipinas, Alemania, Colombia, Estados Unidos y Canadá. Ha sido asesor ejecutivo en el Gabinete del Ministro y subdirector general de Naciones Unidas. En 2002 fue nombrado director general de la Unidad de Coordinación de la Participación de España en el Consejo de Seguridad de Naciones Unidas.  
Como Embajador de Honduras (2004-2008) fortaleció la inversión española en desarrollo, se implementó el programa de canje de deuda por proyectos, y a mediados de 2007, creó un Centro Cultural como oficina sectorial de la Embajada especializada en cooperación cultural para el desarrollo. Por todo ello, el Gobierno de la República de Honduras le otorgó la Orden de Francisco Morazán en el Grado de Gran Cruz Placa de Plata.
Posteriormente fue representante permanente adjunto ante la Organización para la Seguridad y Cooperación en Europa, con sede en Viena (2008-2012) Y embajador de España en la República de Polonia (2012-2017)
Delegado del Ministerio de Asuntos Exteriores en el Campo de Gibraltar, y Segunda Jefatura en la Embajada de España en Moscú (Rusia).

## Producción literaria
- Prólogo a Antología de las Artes Plásticas y Visuales de Honduras “El Tránsito de la Antología” (2007). Centro Cultural de España en Tegucigalpa, 2008.
- Prólogo a Antología de las Artes Plásticas y Visuales de Honduras (2006). Centro Cultural de España en Tegucigalpa, 2007.
- Prólogo a Antología de las Artes Plásticas y Visuales de Honduras “Memoria Antológica: Pasado y Presente 1990-2005″ (2005). Centro Cultural de España en Tegucigalpa, 2006.